# おろろん2
おろろん2は、羽幌沿海フェリーが運航しているフェリー。

## 概要
フェリーおろろんの代船として新潟鐵工所で建造され、2001年に就航した。離島である焼尻島、天売島への貨物、車両の輸送を一手に担っている。
共有建造制度を利用して建造された運輸施設整備事業団（現在の鉄道建設・運輸施設整備支援機構）との共有船である。

### 航路
- 羽幌港 - 焼尻港（焼尻島） - 天売港（天売島）

閑散期（10月-4月）は1往復、繁忙期（5月-9月）は2往復、最繁忙期（お盆休み期間）は3往復が運航される。ドック期間中は高速船さんらいなぁ2が代替就航する。閑散期は旅客定員を減らして運航する。

## 設計
船体は4層構造で最上層が操舵室および1等船室、2層の2等船室、最下層が車両甲板となっている。車両甲板後方は吹き抜けでトラックなどを搭載できる天井高が確保されている。船尾にランプウェイを装備する。

## 船内

### 船室
- 1等室（30名） - 椅子席
- 2等室（3区画） - カーペット席